# Caleta Olivia
Caleta Olivia è una città dell'Argentina situata nella parte nord-orientale della provincia di Santa Cruz, sul golfo San Jorge, lungo la costa atlantica. Ha una popolazione di circa 36 000 abitanti. È il secondo centro più popolato della provincia dopo il capoluogo Río Gallegos.
La città fu fondata il 20 novembre 1901 dal Tenente della Marina Militare Exequiel Guttero, capitano del Guardia Nacional, una nave che trasportava cavi, strumentazione ed operai per la costruzione di una linea del telegrafo a sud di Comodoro Rivadavia. All'insediamento fu dato il nome della moglie di Guttero, Olivia.
Le principali attività economiche nei dintorni della città sono l'estrazione di petrolio, l'allevamento di pecore e la pesca. Il porto è utilizzato per l'esportazione del pescato e di altri prodotti locali.
Nonostante la latitudine meridionale, la città gode di temperature piuttosto miti grazie alla posizione sulla costa oceanica; le spiagge sono frequentate nei mesi estivi, ed è possibile praticare diversi sport acquatici.
Fra i monumenti della città, il più caratteristico è senza dubbio "El Gorosito", costruito in onore dell'Obrero Petrolero, l'operaio del settore petrolchimico.

## Società

### Evoluzione demografica
Gráfica de evolución